# Linda Yaccarino
Linda Yaccarino, née le 27 novembre 1963 à Long Island (État de New York), est une dirigeante d'entreprise américaine. Elle a fait toute sa carrière dans les médias, notamment chez NBCUniversal, où elle a occupé des postes de direction de la publicité pendant dix ans. 
Elle est nommée directrice générale d'X Corp. le 12 mai 2023 et annonce sa démission le 9 juillet 2025.

## Biographie
Linda Yaccarino est née le 27 novembre 1963 à Long Island dans l'État de New York et a fait des études supérieures en télécommunication à l'université d'État de Pennsylvanie de 1981 à 1985.
Sa carrière se déroule ensuite essentiellement chez Turner Broadcasting System pendant une vingtaine d'années puis, à partir de novembre 2011, chez NBCUniversal, où elle occupe des postes de direction de la publicité et des partenariats.
Elle avait été également retenue par l’administration Trump pour diriger un conseil présidentiel sur le sport et la nutrition, en 2018. Linda Yaccarino dirige aussi, depuis 2019, une commission d'études au sein du Forum économique mondial, sur l'évolution du travail.
Le 11 mai 2023, Elon Musk annonce avoir recruté une nouvelle directrice générale pour le réseau social Twitter, qui doit prendre ses fonctions six semaines plus tard, mais sans préciser l'identité de la personne qui le remplace ainsi à ce poste (il resterait actionnaire, président du conseil d'administration et directeur technique). Quelques heures après cette annonce, deux grands quotidiens américains, le Wall Street Journal puis le Washington Post, indiquent que cette nouvelle directrice générale du réseau social serait Linda Yaccarino, ce qui reste à officialiser. Linda Yaccarino démissionne de NBCUniversal.
Ses convictions politiques sont peu connues. Mais elle suit sur Twitter plusieurs comptes de la droite dure américaine. En revanche, elle s'est montrée favorable à la vaccination contre le Covid-19, une position qui a fait réagir plus négativement cette même droite dure américaine depuis que son entrée à la présidence de Twitter est considérée comme possible.
Elon Musk a confirmé par tweet sa nomination le 12 mai 2023, précisant : « elle va se concentrer principalement sur les affaires, tandis que je vais m’occuper du design du produit et des nouvelles technologies »,.
Le 9 juillet 2025, Linda Yaccarino annonce sa démission de ses fonctions de directrice générale du réseau social X.

### Vie privée
Linda Yaccarino et son mari, Claude Madrazo, ont deux enfants. Ils vivent à Sea Cliff, un village dans le comté de Nassau dans l'État de New York,.